# Samantha Marshall
Samantha Nicole Marshall ist eine aus Antigua und Barbuda stammende Politikerin der Antigua Labour Party. Seit 2014 gehört sie dem Repräsentantenhaus an.

## Politischer Werdegang
Ihre schulische Ausbildung erhielt Marshall an der Christ the King High School und am Antigua State College. Hieran schloss sich ein Studium der Rechtswissenschaften in London an. Nach einem Aufbaustudium an der Norman Manley Law School in Jamaika erhielt sie ihre Zulassung als Rechtsanwältin. Sie praktiziert in ihrer eigenen Kanzlei in Saint John’s. Ihre politische Karriere begann Marshall bei den Unterhauswahlen 2009. Dort trat sie im Wahlkreis St. Mary’s South an, unterlag jedoch gegen den Kandidaten der United Progressive Party Hilson Baptiste. Bei den Wahlen 2014 konnte sie sich dann mit 52,09 % der Stimmen gegen ihn durchsetzen. Im Kabinett von Premierminister Gaston Browne ist sie für das Resort Personalentwicklung und sozialer Wandel zuständig.